# Skolvan (chanson)
Pour les articles homonymes, voir Skolvan.
Skolvan est une gwerz de Basse-Bretagne, principalement chantée dans le Léon-Trégor et en Haute-Cornouaille.
Elle a pour thème la rédemption de Iannik Skolvan, assassin d'un prêtre, incendiaire d'églises et tortionnaire de ses sœurs. Skolvan demande pardon à sa mère pour les péchés commis.
Cette gwerz présente des similitudes avec le poème gallois Yscolan, inclus dans le livre noir de Carmarthen et attribué à Myrddin. Elle est restée de tradition orale en Bretagne jusqu'au XIXe siècle, date à laquelle est elle collectée par Théodore Hersart de la Villemarqué ou François-Marie Luzel. Il existe une vingtaine de versions connues, plus ou moins christianisées.

## Interprétations
Un des premiers enregistrements est celui de Marie-Josèphe Bertrand, réalisé par Claudine Mazéas, et dont l’interprétation était qualifiée de « cantique ».
Yann-Fañch Kemener a interprété cette gwerz sous le titre Ballade de Skolvan sur son premier album, qu'il reprend quelques années plus tard sur l'album Swing and Tears du groupe breton Skolvan, qui tient son nom de cette chanson. C'est pour lui la gwerz qui l'a fait « le plus réfléchir », sur le pardon et  l'importance de la mère...
Plusieurs créations musicales se sont inspirées de cette histoire,.